# Großsteingrab Exloo-Zuid
Das Großsteingrab Exloo-Zuid ist eine megalithische Grabanlage der jungsteinzeitlichen Westgruppe der Trichterbecherkultur bei Exloo, einem Ortsteil von Borger-Odoorn in der niederländischen Provinz Drenthe. Es trägt die Van-Giffen-Nummer D31.

## Lage
Das Grab befindet sich südlich von Exloo im Waldstück Hunzebos. In der näheren Umgebung gibt es zahlreiche weitere Großsteingräber. 2,4 km westsüdwestlich befindet sich das Großsteingrab Odoorn (D32), 2,8 km südlich das Großsteingrab Valthe-West (D34) und 3,1 km nordnordwestlich das Großsteingrab Exloo-Noord (D30). Auch mehrere zerstörte Gräber sind aus dieser Gegend bekannt. 1,4 km südwestlich lag das Großsteingrab Odoorn-Noorderveld 1 (D32c), 2,1 km südsüdwestlich das Großsteingrab Odoorn-Noorderveld 2 (D32d) und 2,7 km südlich das Großsteingrab Valthe-Valtherveld (D33).

## Forschungsgeschichte

### 19. Jahrhundert
Die Existenz des Grabes wurde erstmals 1818 von R. Boelken erwähnt. Leonhardt Johannes Friedrich Janssen, Kurator der Sammlung niederländischer Altertümer im Rijksmuseum van Oudheden in Leiden, besuchte 1847 einen Großteil der noch erhaltenen Großsteingräber der Niederlande, darunter auch das Grab von Exloo-Zuid, und publizierte im folgenden Jahr das erste Überblickswerk mit Baubeschreibungen und schematischen Plänen der Gräber. Janssens Nachfolger Willem Pleyte unternahm 1874 zusammen mit dem Fotografen Jan Goedeljee eine Reise durch Drenthe und ließ dort erstmals alle Großsteingräber systematisch fotografieren. Auf Grundlage dieser Fotos fertigte er Lithografien an. Conrad Leemans, Direktor des Rijksmuseums, unternahm 1877 unabhängig von Pleyte eine Reise nach Drenthe. Jan Ernst Henric Hooft van Iddekinge, der zuvor schon mit Pleyte dort gewesen war, fertigte für Leemans Pläne der Großsteingräber an. Leemans’ Bericht blieb allerdings unpubliziert. 1878 erfolgte eine erste Dokumentation durch William Collings Lukis und Henry Dryden, die auf Anregung von Augustus Wollaston Franks die Provinz Drenthe bereisten und dabei sehr genaue Grundriss- und Schnittzeichnungen von 40 Großsteingräbern anfertigten.

### 20. und 21. Jahrhundert
Zwischen 1904 und 1906 dokumentierte der Mediziner und Amateurarchäologe Willem Johannes de Wilde alle noch erhaltenen Großsteingräber der Niederlande durch genaue Pläne, Fotografien und ausführliche Baubeschreibungen. Seine Aufzeichnungen zum Grab von Exloo-Zuid sind allerdings verloren gegangen. 1918 dokumentierte Albert Egges van Giffen die Anlage für seinen Atlas der niederländischen Großsteingräber. 1952 wurde die Anlage restauriert. Bei einer kleineren Untersuchung durch van Giffen im Jahr 1965 wurden die Standlöcher der Gangsteine entdeckt. Seit 2004 ist die Anlage ein Nationaldenkmal (Rijksmonument). 2017 wurde die Anlage zusammen mit den anderen noch erhaltenen Großsteingräbern der Niederlande in einem Projekt der Provinz Drente und der Reichsuniversität Groningen von der Stiftung Gratama mittels Photogrammetrie in einem 3D-Atlas erfasst.

## Beschreibung
Bei der Anlage handelt es sich um ein schlecht erhaltenes ostsüdost-westnordwestlich orientiertes Ganggrab. Die ovale Hügelschüttung ist noch gut zu erkennen. Eine steinerne Umfassung konnte nicht festgestellt werden. Die Grabkammer hat eine Länge von 7 m und eine Breite von 3,3 m. Sie bestand ursprünglich aus vier Wandsteinpaaren an den Langseiten, je einem Abschlussstein an den Schmalseiten und vier Decksteinen. Die beiden westlichen Steine der südlichen Langseite fehlen. Von den Decksteinen ist nur noch einer erhalten, der im Inneren der Kammer liegt. Der Zugang zur Kammer lag nicht wie bei den meisten Großsteingräbern in den Niederlanden an der Mitte der Südseite, sondern an deren Ostende zwischen dem ersten und zweiten Wandstein. Diesem war ursprünglich ein Gang aus zwei Wandsteinen vorgelagert. Die Standspuren der fehlenden Wand- und Gangsteine sind mit Beton ausgegossen.